# تپه بلین جاده
تپه بلین جاده مربوط به دوره اشکانیان - دوره ساسانیان است و در شهرستان کوهدشت، بخش کونانی، دهستان کونانی، ۱/۳ کیلومتری غرب روستای کت‌کن واقع شده و این اثر در تاریخ ۲۶ اسفند ۱۳۸۷ با شمارهٔ ثبت ۲۵۹۰۶ به‌عنوان یکی از آثار ملی ایران به ثبت رسیده است.